# Agglomeration Obersee

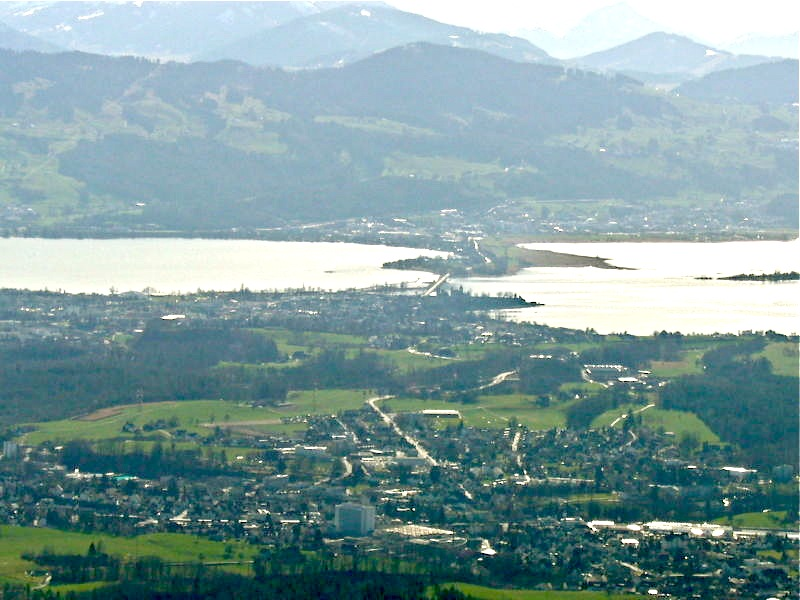
«Agglo Obersee» (Bild: Rüti-Jona-Rapperswil-Pfäffikon)

Dem Verein «Agglo Obersee» (kurz für Agglomeration Obersee) gehören 20 Gemeinden rund um den oberen Zürichsee sowie die drei Kantone St. Gallen, Schwyz und Zürich an. Die Gemeinden der Agglo Obersee liegen im Metropolitanraum Zürich. Das Gebiet der Agglo Obersee umfasst rund 300 Quadratkilometer mit gut 187‘000 Einwohnerinnen und Einwohnern und 96‘000 Beschäftigten.

## Der Verein Agglo Obersee

### Entstehung und Mitglieder
Ursprung des Vereins Agglo Obersee war ein Modellvorhaben mit vier Gemeinden. Die Träger des Vorhabens setzten sich zusammen aus Vertretern des federführenden Kantons St. Gallen und der Kantone Schwyz und Zürich, sowie der beteiligten Gemeinden Freienbach, Rapperswil SG, Jona SG und Rüti ZH. Im Zentrum des Modellvorhabens stand die Verkehrs- und Siedlungsachse über den Seedamm von Rapperswil SG nach Pfäffikon ZH. Das Projekt wurde im August 2004 abgeschlossen und in der Folge das Agglomerationsprogramm der 1. Generation erarbeitet.
Im Frühjahr 2007 wurden weitere sieben Gemeinden in die Planungen einbezogen. Im September 2007 wurde das «Agglomerationsprogramm Obersee» den zuständigen Regierungsräten der Kantone Zürich (Rita Fuhrer), St. Gallen (Willi Haag) und Schwyz (Lorenz Bösch) vorgestellt. Der Vorschlag des Kantons Zürich, für die Trägerschaft des Agglomerationsprogramms einen Verein zu gründen – analog zum Agglomerationsprogramm «Schaffhausen Plus» im Kanton Schaffhausen – wurde wohlwollend aufgenommen.
Am 2. Juli 2009 wurde der Verein Agglo Obersee gegründet. Gründungsmitglieder waren vier St. Galler Gemeinden (Eschenbach, Rapperswil-Jona, Schmerikon, Uznach), fünf Schwyzer Gemeinden (Altendorf, Feusisberg, Freienbach, Lachen, Wollerau) und vier Zürcher Gemeinden (Bubikon, Dürnten, Richterswil, Rüti) sowie die Kantone St. Gallen, Schwyz und Zürich. Im Laufe der Jahre kamen die Schwyzer Gemeinden Wangen, Tuggen, Galgenen, Reichenburg und Schübelbach sowie die Zürcher Gemeinden Wald ZH und Hombrechtikon hinzu. Die Geschäftsstelle der Agglo Obersee hat ihren Sitz in den Räumlichkeiten der Hochschule Rapperswil (HSR).

### Ziele des Vereins
Zweck des Vereins ist eine verstärkte Zusammenarbeit, die gemeinsame Entwicklung von Zukunftsperspektiven und deren Umsetzung für die Agglomeration sowie eine effiziente Erfüllung öffentlicher Aufgaben. Zudem ist der Verein Träger der Agglomerationsprogramme und erarbeitet die Agglomerationsprogramme, bereitet ihre Umsetzung vor und fördert die stete Weiterentwicklung.

## Agglomerationsprogramme Obersee

### Agglomerationspolitik des Bundes
Im Dezember 2001 stellte der Bundesrat im Bericht «Agglomerationspolitik des Bundes» die Möglichkeit in Aussicht, Verkehrsinfrastrukturen in Städten und Agglomerationen zukünftig mitzufinanzieren. Daran geknüpft wurde die zwingende Bedingung, bei der Planung die Bereiche Verkehr und Siedlung miteinander zu verbinden, insbesondere um die zunehmende Zersiedelung im Mittelland nicht weiter zu verstärken. Im Juni 2004 veröffentlichte das Bundesamt für Raumentwicklung (ARE) die Prüfkriterien, nach welchen die Agglomerationsprogramme zu bewerten sind.
Mit dem Infrastrukturfondsgesetz (IFG), das am 1. Januar 2008 in Kraft trat, wurde die Finanzierung der Agglomerationsprogramme geregelt. Die ersten Agglomerationsprogramme wurden 2007 eingereicht, 2012 folgte die zweite und 2016 die dritte Generation. Am 12. Februar 2017 nahmen die Schweizer Stimmberechtigten die Vorlage zur Schaffung eines Nationalstrassen- und Agglomerationsfonds (NAF) an. Damit ist die Finanzierung der Agglomerationsprogramme langfristig gesichert.

### Agglomerationsprogramm 1. Generation
Das Agglomerationsprogramm Obersee wurde 2007 durch den Kanton St. Gallen beim Bund eingereicht. Im Fokus stand dabei die Siedlungsentwicklung in Abstimmung mit dem Verkehr. Mit dem ersten Agglomerationsprogramm wurden erstmals Leitideen für die zukünftige Entwicklung der ganzen Region formuliert. Das Bild der «Perlenkette» postulierte eine Entwicklung entlang des ÖV-Rückgrats und eine Aufwertung dieser Achsen. Als infrastrukturelle Schlüsselprojekte wurden die Zentrumsentlastungen und die Regionale ÖV-Strategie Schiene bestimmt. 
Ein wichtiges Ziel der Agglo Obersee ist es, eine Stadtbahn einzurichten, sowie sie zum Beispiel in Zug (Stadtbahn Zug) oder im Glatttal (Glattalbahn) bereits vorhanden ist. Mit der Stadtbahn Obersee haben die beiden ÖV-Ämter der Kantone St. Gallen und Schwyz ein Konzept erarbeitet, das eine direkte Verbindung zwischen dem nördlichen und dem südlichen Oberseeufer schafft. Die S-Bahn im Kanton St. Gallen und das ÖV-Angebot im Kanton Schwyz werden am Obersee so zu einem zusammenhängenden Gesamtsystem.

### Agglomerationsprogramm 2. Generation
Im Agglomerationsprogramm 2. Generation hat die Agglo Obersee im Jahr 2012 die Aussagen aus dem ersten Agglomerationsprogramm weiterentwickelt. In vier Teilprojekten wurden die Analysen ergänzt, die Leitideen geschärft, klare Teilstrategien formuliert und neue Massnahmen festgelegt. Das Thema Veloverkehr wurde gezielt bearbeitet und neben Siedlung und Verkehr wurde auch die Landschaft betrachtet. Als infrastrukturelle Schlüsselprojekte wurden die Verkehrsoptimierungen Höfe, Lachen, Rapperswil-Jona, Uznach-Schmerikon und Samstagern (Richterswil) sowie die Massnahmen zur Stadtbahn Obersee eingegeben.

### Agglomerationsprogramm 3. Generation
Das Agglomerationsprogramm 3. Generation hat die Agglo Obersee Ende 2016 beim Bund zur Prüfung eingereicht. Folgende Themenbereiche hat die Agglo Obersee im dritten Programm speziell vertieft: Stadtbahn Obersee, Verkehrssicherheit, Fussverkehr und Siedlung. Schlüsselprojekte sind die Aufwertungen der Ortsdurchfahrten und Strassenraumgestaltungen in Freienbach, Schmerikon, Rapperswil-Jona, Rüti und Lachen. Diese sollen den Aufenthalt in den Ortszentren attraktiver machen und den Fuss- und Veloverkehr im Siedlungsgebiet optimieren.

### Agglomerationsprogramm 4. Generation
Mitte 2021 reichte die Agglo Obersee das Agglomerationsprogramm der 4. Generation zur Prüfung beim Bund ein. Die Freigabe der Bundesmittel erfolgte per Anfang 2024. Das Programm vertiefte zentrale Themen des Vorgängerprogramms, wie die Siedlungsentwicklung nach innen, die Themen Freiraum, Siedlungsklima und -qualität. Zudem wurden Massnahmen zur Umgestaltung von Strassenräumen, Ergänzungen im Individualverkehr sowie Verbesserungen im Bahn- und Busverkehr integriert. Wichtiges Thema war die attraktivere Gestaltung von multimodalen Drehscheiben und von diversen Bahnhöfen.

### Agglomerationsprogramm 5. Generation
Im Rahmen des Agglomerationsprogramms der 5. Generation werden einige Themen im Bereich der öffentlichen Freiräume, des Handlungsbedarfs bzgl. der multimodalen Drehscheiben, Parkierung sowie Fuss- und Veloverkehr vertieft behandelt. Das Programm der 5. Generation wird Ende Juni 2025 zur Prüfung beim Bund eingereicht. Der definitive Prüfbericht folgt voraussichtlich Anfang 2027, die Freigabe der Bundesmittel Ende 2027. Die in der 5. Generation eingegebenen Massnahmen sollen anschliessend zwischen 2028 und 2032 umgesetzt werden.